# El centroforward murió al amanecer

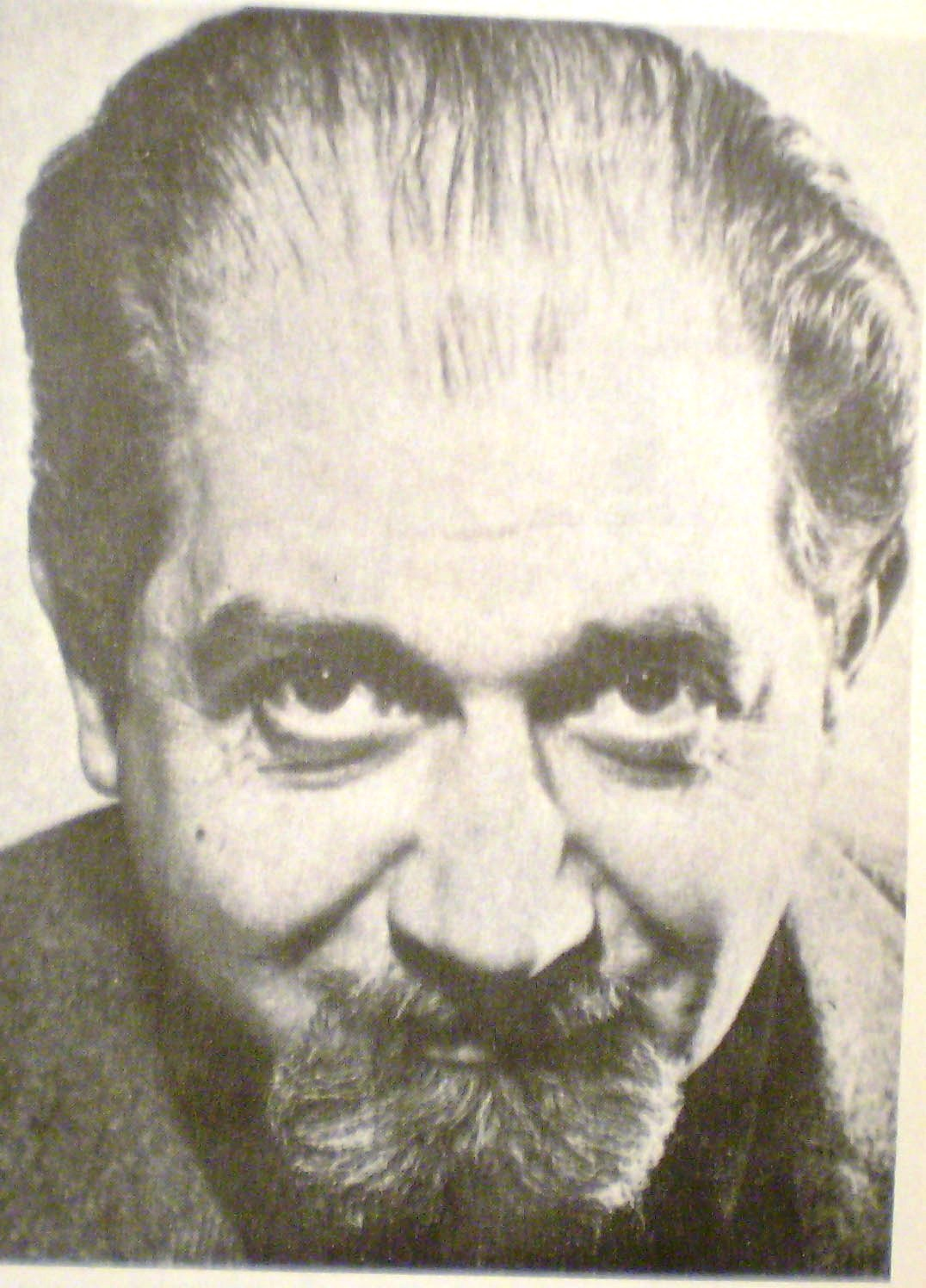
Agustín Cuzzani, autor de El centroforward murió al amanecer.

El centroforward murió al amanecer es una obra de teatro en tres actos, escrita en 1955 por el dramaturgo argentino Agustín Cuzzani (1924-1987). Se trata de su obra más famosa, representada constantemente desde la década del 50, tanto dentro como fuera de la Argentina.

## Actos
- Acto 1:

Un vagabundo duerme en una vieja plaza. Un policía se acerca y le dice que se vaya porque ese día van a ejecutar a un prisionero en la plaza. Cuando el vagabundo se va, cae un libro por una de las ventanas de la cárcel, desde la celda del condenado. El vagabundo lo coge y comienza a leer el libro y después de finalizar la lectura, comienza a contar la historia del prisionero al público:
El club de fútbol Nahuel Athletic Club tiene al mejor centroforward del momento, Arístides “Cacho” Garibaldi, ídolo de la afición y jugador idealista. Pero el club es llevado a la quiebra por los acreedores a quienes deben dinero. Uno de ellos embarga a Garibaldi. Garibaldi es rematado y un millonario llamado Lupus ("Lupus" en latín quiere decir "lobo") lo compra en 1 millón 700 mil pesos.
- Acto 2:

Cacho es trasladado a la mansión de Lupus, una combinación de palacio, cárcel y fortaleza. Allí Lupus le dice a Cacho Garibaldi que él es un coleccionista de seres humanos excepcionales, y que desde ese momento el futbolista se ha sumado a la misma. También le informa que nunca más podrá volver a jugar, porque es demasiado valioso como para arriesgarlo.
Cacho conoce entonces a otros miembros de la colección: Nora Rodrigova (bailarina), Hamlet (actor), Profesor Westerhausen (científico) y King Kong (hombre mono del circo). Cuando Garibaldi le pide a Lupus salir, éste le informa que eso tampoco será posible, y que el palacio está custodiado para evitar cualquier fuga.
- Acto 3:

Cacho y Nora se enamoran y Lupus planea cruzarlos para así obtener un niño con las mejores cualidades de cada uno. Los dos deciden escaparse, pero el escape se frustra porque el profesor hace explotar una pared por accidente y Lupus advierte su intento de escape.
Entonces Lupus decide trasladar a la pareja a un lugar más privado del palacio pero Cacho se niega. Lupus decide entonces separar a la pareja y cruzar a Nora con King Kong. Cacho, furioso, lo estrangula y por eso es arrestado y condenado a muerte. Desde su celda, Cacho pronuncia un monólogo final:

No importa que haya lobos que quieran comprar la sangre y se apoderen de la alegría y la felicidad del hombre. Yo he luchado. He probado mis fuerzas y estoy seguro. Eso... no muere.
(Fragmento del monólogo final)

La obra finaliza con el vagabundo observando la ejecución a la luz del sol naciente.

## Personajes
- Arístides «Cacho» Garibaldi: centroforward del Nahuel Athletic Club (estrella del fútbol).
- Vagabundo: narrador de la historia de Garibaldi.
- Enésimo Lupus: antagonista principal de la obra, millonario. Su “hobby” es coleccionar (incluso personas).
- Tía Dominga: Tía de Cacho
- Nora Rodrigova: bailarina, Garibaldi se enamora de ella.
- Profesor Westerhausen: científico, algo loco.
- King Kong: hombre mono de un circo, muy fuerte.
- Hamlet: Actor profesional. Nunca actúa como una persona ya que se explica que Lupus compró al personaje que compone, no a él como persona.
- Otros personajes: Carpintero, Guardia, Abogado, Hinchas, Locutor, Acreedores, Presidente del Nahuel Athletic Club. A ninguno de estos personajes se los menciona por su nombre en la obra.

## Versión cinematográfica
La obra fue llevada al cine en 1961 con el mismo título, en una versión dirigida por René Mugica, con guion del propio Cuzzani, y protagonizada por Luis Medina Castro como Cacho Garibaldi y Raúl Rossi como Lupus.
La versión es sustancialmente igual, aunque tiene escenas filmadas en el barrio de La Boca y el monólogo final de Garibaldi es reemplazado por un monólogo del vagabundo.